# Désirée (pomme de terre)
Pour les articles homonymes, voir Désirée.
La Désirée est une variété cultivée de pomme de terre à peau rouge  créée aux Pays-Bas en 1962. C'est une pomme de terre assez polyvalente, qui se prête aussi bien à la consommation en frais qu'à la transformation industrielle.

## Origine génétique
'Désirée' est une création de l'obtenteur néerlandais ZPC obtenue en 1962 par le croisement de la variété néerlandaise 'Urgenta' avec la variété allemande 'Depesche'. Par la première, c'est une descendante (5e génération) de la variété 'Early Rose', elle-même issue de 'Rough Purple Chili'. Cette dernière provenant du Panama et introduite en 1851 dans l'État de New-York, qui fut l'une des premières à élargir la base génétique des cultivars modernes de pommes de terre.

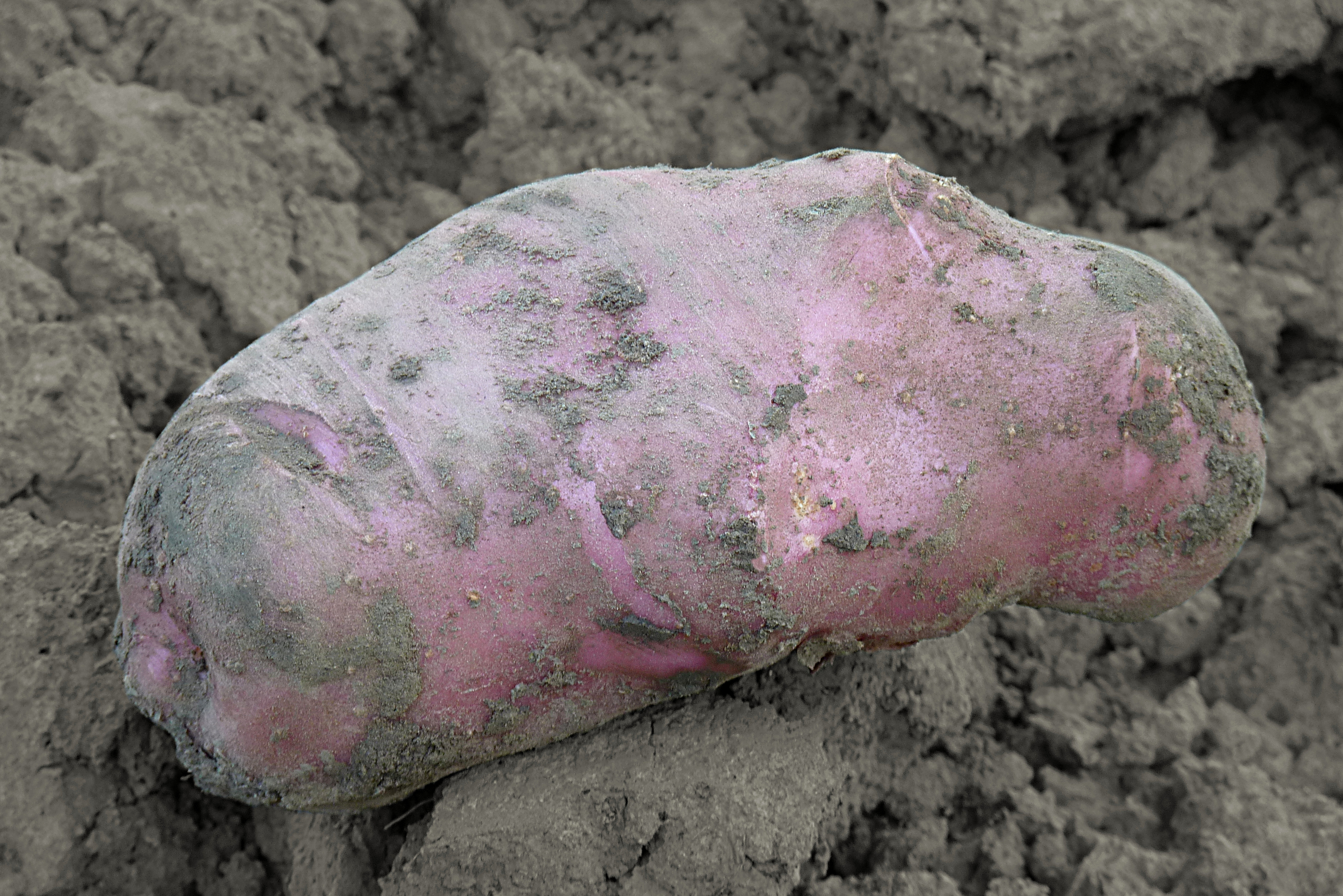
La 'Désirée' juste sortie de terre.

### Pedigree
| 'Furore' Friese Mij. Van Landbouw (Pays-Bas, 1930) | 'Furore' Friese Mij. Van Landbouw (Pays-Bas, 1930) | 'Furore' Friese Mij. Van Landbouw (Pays-Bas, 1930) | 'Furore' Friese Mij. Van Landbouw (Pays-Bas, 1930) | 'Furore' Friese Mij. Van Landbouw (Pays-Bas, 1930) | 'Furore' Friese Mij. Van Landbouw (Pays-Bas, 1930) |                                  |                                  | 'Katahdin' (États-Unis, 1932)    | 'Katahdin' (États-Unis, 1932)    | 'Katahdin' (États-Unis, 1932) | 'Katahdin' (États-Unis, 1932) | 'Katahdin' (États-Unis, 1932) | 'Katahdin' (États-Unis, 1932) |           |  |  |  |  |  | 'Duke of York' W. Sim (Royaume-Uni, 1891) | 'Duke of York' W. Sim (Royaume-Uni, 1891) | 'Duke of York' W. Sim (Royaume-Uni, 1891) | 'Duke of York' W. Sim (Royaume-Uni, 1891) | 'Duke of York' W. Sim (Royaume-Uni, 1891)  | 'Duke of York' W. Sim (Royaume-Uni, 1891)  |                                            |                                            | 'Imposant' (Allemagne)                     | 'Imposant' (Allemagne)                     | 'Imposant' (Allemagne) | 'Imposant' (Allemagne) | 'Imposant' (Allemagne) | 'Imposant' (Allemagne) |  |  |  |  |  |  |  |  |  |  |  |  |  |  |  |  |  |  |  |  |  |  |  |  |  |  |
| 'Furore' Friese Mij. Van Landbouw (Pays-Bas, 1930) | 'Furore' Friese Mij. Van Landbouw (Pays-Bas, 1930) | 'Furore' Friese Mij. Van Landbouw (Pays-Bas, 1930) | 'Furore' Friese Mij. Van Landbouw (Pays-Bas, 1930) | 'Furore' Friese Mij. Van Landbouw (Pays-Bas, 1930) | 'Furore' Friese Mij. Van Landbouw (Pays-Bas, 1930) |                                  |                                  | 'Katahdin' (États-Unis, 1932)    | 'Katahdin' (États-Unis, 1932)    | 'Katahdin' (États-Unis, 1932) | 'Katahdin' (États-Unis, 1932) | 'Katahdin' (États-Unis, 1932) | 'Katahdin' (États-Unis, 1932) |           |  |  |  |  |  | 'Duke of York' W. Sim (Royaume-Uni, 1891) | 'Duke of York' W. Sim (Royaume-Uni, 1891) | 'Duke of York' W. Sim (Royaume-Uni, 1891) | 'Duke of York' W. Sim (Royaume-Uni, 1891) | 'Duke of York' W. Sim (Royaume-Uni, 1891)  | 'Duke of York' W. Sim (Royaume-Uni, 1891)  |                                            |                                            | 'Imposant' (Allemagne)                     | 'Imposant' (Allemagne)                     | 'Imposant' (Allemagne) | 'Imposant' (Allemagne) | 'Imposant' (Allemagne) | 'Imposant' (Allemagne) |  |  |  |  |  |  |  |  |  |  |  |  |  |  |  |  |  |  |  |  |  |  |  |  |  |  |
|                                                    |                                                    |                                                    |                                                    |                                                    |                                                    |                                  |                                  |                                  |                                  |                               |                               |                               |                               |           |  |  |  |  |  |                                           |                                           |                                           |                                           |                                            |                                            |                                            |                                            |                                            |                                            |                        |                        |                        |                        |  |  |  |  |  |  |  |  |  |  |  |  |  |  |  |  |  |  |  |  |  |  |  |  |  |  |
|                                                    |                                                    |                                                    |                                                    | 'Urgenta' Dorst (Pays-Bas, 1951)                   | 'Urgenta' Dorst (Pays-Bas, 1951)                   | 'Urgenta' Dorst (Pays-Bas, 1951) | 'Urgenta' Dorst (Pays-Bas, 1951) | 'Urgenta' Dorst (Pays-Bas, 1951) | 'Urgenta' Dorst (Pays-Bas, 1951) |                               |                               |                               |                               |           |  |  |  |  |  |                                           |                                           |                                           |                                           | 'Depesche' Von Zitzewitz (Allemagne, 1942) | 'Depesche' Von Zitzewitz (Allemagne, 1942) | 'Depesche' Von Zitzewitz (Allemagne, 1942) | 'Depesche' Von Zitzewitz (Allemagne, 1942) | 'Depesche' Von Zitzewitz (Allemagne, 1942) | 'Depesche' Von Zitzewitz (Allemagne, 1942) |                        |                        |                        |                        |  |  |  |  |  |  |  |  |  |  |  |  |  |  |  |  |  |  |  |  |  |  |  |  |  |  |
|                                                    |                                                    |                                                    |                                                    | 'Urgenta' Dorst (Pays-Bas, 1951)                   | 'Urgenta' Dorst (Pays-Bas, 1951)                   | 'Urgenta' Dorst (Pays-Bas, 1951) | 'Urgenta' Dorst (Pays-Bas, 1951) | 'Urgenta' Dorst (Pays-Bas, 1951) | 'Urgenta' Dorst (Pays-Bas, 1951) |                               |                               |                               |                               |           |  |  |  |  |  |                                           |                                           |                                           |                                           | 'Depesche' Von Zitzewitz (Allemagne, 1942) | 'Depesche' Von Zitzewitz (Allemagne, 1942) | 'Depesche' Von Zitzewitz (Allemagne, 1942) | 'Depesche' Von Zitzewitz (Allemagne, 1942) | 'Depesche' Von Zitzewitz (Allemagne, 1942) | 'Depesche' Von Zitzewitz (Allemagne, 1942) |                        |                        |                        |                        |  |  |  |  |  |  |  |  |  |  |  |  |  |  |  |  |  |  |  |  |  |  |  |  |  |  |
|                                                    |                                                    |                                                    |                                                    |                                                    |                                                    |                                  |                                  |                                  |                                  |                               |                               |                               |                               |           |  |  |  |  |  |                                           |                                           |                                           |                                           |                                            |                                            |                                            |                                            |                                            |                                            |                        |                        |                        |                        |  |  |  |  |  |  |  |  |  |  |  |  |  |  |  |  |  |  |  |  |  |  |  |  |  |  |
|                                                    |                                                    |                                                    |                                                    |                                                    |                                                    |                                  |                                  |                                  |                                  |                               |                               |                               |                               | 'Désirée' |  |  |  |  |  |                                           |                                           |                                           |                                           |                                            |                                            |                                            |                                            |                                            |                                            |                        |                        |                        |                        |  |  |  |  |  |  |  |  |  |  |  |  |  |  |  |  |  |  |  |  |  |  |  |  |  |  |

## Principales caractéristiques
La chair de cette pomme de terre est un peu farineuse, elle ne s'écrase pas à la cuisson, elle est donc intéressante pour les salades. Elle est bien ferme et de taille moyenne.
plantation
Elle se cultive facilement à condition de respecter quelques règles élémentaires.